# Cowden (Regno Unito)
Cowden è un villaggio e parrocchia civile dell'Inghilterra, appartenente alla contea del Kent.